# Taghzout (Tiznit)
Pour les articles homonymes, voir Taghzout.
Taghzout Nait Aoussim est un village berbère situé au plein centre de l'Anti-atlas au pied d'Adrar Mkourn, la plus haute montagne de la chaine des montagnes de l'Anti-Atlas marocain, à 10 km à l'est de Tafraout.
Il fait partie administrativement de la commune rurale d'Ameln, qui elle-même constitue un territoire de la province de Tiznit le tout chapeauté par la région de Souss-Massa-Draa.